# Російсько-азіатський банк
Росі́йсько-Азіа́тський Ба́нк — найбільший приватний банк Російської імперії, заснований у 1910 внаслідок злиття Російсько-Китайського й Російсько-Північного банків. Був цілковито під контролем французького капіталу. Незмінно головував у банку Олексій Іванович Путілов, який з 1908 до злиття очолював Російсько-Китайський банк. 
В Україні мав значну мережу відділів і агентств та впливи в торгівлі хлібом й над деякими воєнними заводами.
У Росії в 1917 націоналізований. Певний час відділення у Китаї продовжували діяти.
Остаточно збанкрутів у 1926.